# 7-Zip
7-Zip este un arhivator liber și open source, creat în 1999 de Igor Pavlov. 7-Zip operează cu formatul de archivă 7z, dar poate citi și scrie într-o serie de alte formate. Programul poate fi folosit din linie de comandă, din interfața grafică, sau prin meniul contextual. Este disponibilă și o versiune multiplatformă a utilitarei de linie de comandă, p7zip.
Majoritatea codului său sursă este sub licența GNU LGPL. Codul unRAR este sub o licență mixtă: GNU LGPL + restricțiile unRAR.